# Jakub Azulewicz

Herb Azulewicz

 Jakub Azulewicz  (ur. około 1731 lub 1745, zm. 11 sierpnia 1794) – syn rotmistrza królewskiego Aleksandra Mustafy Azulewicza oraz Felicjanny z Tuhan-Baranowskich, właścicieli części dóbr Studzianka w gminie Łomazy. Azulewicze vel Aziulewicze pieczętowali się herbem Azulewicz i Alabanda (w polu czerwonym srebrna strzała żelaźcem ku górze, w szczycie hełmu ręka zbrojna z mieczem w złoto oprawnym , do cięcia w lewo).
20 marca 1775 uzyskał patent oficerski na pułkownika królewskiego nadwornego 2 pułku jazdy lekkiej złożonego z Tatarów. 7 maja 1792 król Stanisław August Poniatowski zaproponował Komisji Wojskowej przeniesienie pułku na etat wojska Rzeczypospolitej, co nastąpiło 15 maja tego roku. W lipcu 1792 oddział przemianowano na 6 Pułk Przedniej Straży Wielkiego Księstwa Litewskiego. W pułku tym służył także brat Jakuba – porucznik Abraham Azulewicz oraz trzech jego synów: chorąży Dawid Azulewicz, chorąży Abraham Azulewicz i rotmistrz Maciej (Mustafa) Azulewicz. Jakub Azulewicz był jednym z pierwszych dowódców wojskowych, którzy w kwietniu 1794 przystąpili do insurekcji kościuszkowskiej. Dowodzony przez niego pułk wszedł w skład dywizji litewskiej księcia Franciszka Sapiehy. 2 sierpnia 1794 wkroczył do Wilna, aby wziąć udział w jego obronie. 
Pułkownik Jakub Azulewicz poległ 11 sierpnia 1794 w trakcie szarży kawaleryjskiej na Rosjan, którzy przedarli się przez polskie pozycje obronne. Został pochowany na mizarze w Studziance.
Dwukrotnie żonaty.